# 「わたし」の人生 我が命のタンゴ
『「わたし」の人生 我が命のタンゴ』（「わたし」 のみち わがいのちのタンゴ）は医師の和田秀樹が監督を手がけた、2012年製作の日本映画。劇場公開日は2012年8月11日。

## あらすじ
ニュースキャスターから父親の意思を継いで大学教授へ転身し、福岡県北九州市で充実の毎日を送る堂島百合子（秋吉久美子）。ある日、百合子の母親が急逝。それから数日後、事件を起こして警察へ保護される百合子の父・修治郎（橋爪功）。その後も痴漢や万引行為などが度重なり、修治郎の異変を察知し始める百合子。病院で診察を受けると、修治郎が認知症を患い、病状が進行している事を明かす担当医。百合子はあちこちの老人ホームからパンフレットを取り寄せ、何度も修治郎に入所を打診するも、その度に激昂され、心身ともに困憊していく。父親の介護に疲れ、ノイローゼに陥る百合子。堂島家の人間関係に亀裂が入り始める中、とある介護施設を見学している百合子の妹・実加子（冴木杏奈）がプロのタンゴ歌手という事を知り、実加子は同施設勤務医の市村（小倉久寛）に入所者向けダンス講師の仕事を勧められる。同施設のデイサービスで実加子の指導の下、真剣にダンスのステップを覚え続ける修治郎は少しずつ明るさを取り戻し、それを見つめる百合子にも心境の変化が訪れ・・・・。

## キャスト
- 堂島百合子：秋吉久美子
- 堂島修治郎：橋爪功
- 堂島実加子：冴木杏奈
- 鈴木弘：斉木しげる
- 鈴木理菜：木下あゆ美
- 市村俊明：小倉久寛
- 木下亮介：辻本祐樹
- 町岡静子：松原智恵子

## スタッフ
- 監督・原案：和田秀樹
- 脚本：大石三知子
- EDテーマ：冴木杏奈「命のタンゴ」
- 音楽：三枝成彰
- 撮影監督：高間賢治
- エグゼクティブプロデューサー：井内徳次
- 製作者：及川次雄、和田由起子、安東恭助、中尾清一郎、山上能
- 配給：ファントム・フィルム
- 製作委員会メンバー：緑鐡グループ、テンダープロ、コンセプトフィルム、アルファオメガEast Sun Film、佐賀新聞社

## 小説
映画監督の和田秀樹が自ら書き下ろした小説作品。集英社文庫から2012年7月20日に発売された。